# Vlag van Gwangju

Vlag van Gwangju

De vlag van Gwangju bestaat uit een witte achtergrond waarop het oranje embleem is afgebeeld. De vlag is in huidige vorm sinds 2000 in gebruik. Het embleem heeft de vorm van de zon en mensen, de bron van licht en leven, en vertegenwoordigt de aspiratie voor de wereld en de toekomst, evenals de pioniersgeest van Gwangju, dat letterlijk "dorp van licht" of Bitgoeul betekent. De ronde vorm staat voor de zon, terwijl de heerlijke rondingen de vrije menselijke geest symboliseren.

## Vorige vlaggen

### Eerste vlag
De eerste vlag werd op 1986 aangenomen, en toont een oud provincielogo op een witte achtergrond.

#### Symboliek
- Het algemene ontwerp symboliseert het licht van Gwangju.
- De rotskleurige buitencirkel symboliseert het versterken van eenheid en de berg onderaan de cirkel staat voor het berg Ungdo Gwangju in Honam.
- De vermiljoenkleurige fakkel symboliseert de Gwangju Student Onafhankelijkheidsbeweging, die op het gebouw zal schijnen.
- Het citroengele ontwerp symboliseert de ontwikkeling van Gwangju als moderne stad en staat voor een vrolijke, leefbare en gastvrije stad.[2]

### Tweede vlag
De tweede vlag werd op 1988 aangenomen, en bestaat uit een witte achtergrond waarop het blauwe embleem is afgebeeld. Het vorige embleem staat voor het Hanja-karakter van Gwangju. De acht blauwe vormen symboliseren de "stad van het licht", de betekenis van de naam van de stad, die energieën uit alle richtingen samenbrengt en licht in de hele natie straalt. Het symboliseert ook de belangrijkste stad van de zuidwestelijke regio van Korea.

Eerste vlag (1986-1988)
Tweede vlag (1988-2000)